# П'ятково (Богородський міський округ)
П'я́тково (рос. Пятково) — присілок у складі Богородського міського округу Московської області, Росія.

## Населення
Населення — 65 осіб (2010; 36 у 2002).
Національний склад (станом на 2002 рік):
- росіяни — 97 %